# Tuntange
Tuntange é uma comuna do Luxemburgo, pertence ao distrito de Luxemburgo e ao cantão de Mersch.

## Demografia
Dados do censo de 15 de fevereiro de 2001:
- população total: 1.027
  - homens: 523
  - mulheres: 504
- densidade: 54,80 hab./km²
- distribuição por nacionalidade:

| Nacionalidade  | População | %      |
| -------------- | --------- | ------ |
| luxemburgueses | 682       | 66,41% |
| estrangeiros   | 345       | 33,59% |
| - portugueses  | 38        | 3,70%  |
| - franceses    | 61        | 5,94%  |
| - italianos    | 15        | 1,46%  |
| - belgas       | 54        | 5,26%  |
| - alemães      | 22        | 2,14%  |
| - iuguslavos   | 99        | 9,64%  |
| - outros       | 56        | 5,45%  |

- Crescimento populacional:

| Ano        | População |
| ---------- | --------- |
| 15/02/2001 | 1.027     |
| 01/01/2002 | 1.034     |
| 01/01/2003 | 1.063     |
| 01/01/2004 | 1.056     |
| 01/01/2005 | 1.064     |